# Drabescus samoanus
Drabescus samoanus är en insektsart som beskrevs av Henry Fairfield Osborn 1934. Drabescus samoanus ingår i släktet Drabescus och familjen dvärgstritar. Inga underarter finns listade i Catalogue of Life.